# Histocidaridae
Famille
Les Histocidaridae sont une famille d'oursins de l'ordre des Cidaroida.

## Caractéristiques
Ce sont des oursins réguliers : le test (coquille) est arrondi, avec le péristome (bouche) située au centre de la face orale (inférieure) et le périprocte (appareil contenant l'anus et les pores génitaux) à l'opposé, au sommet de la face aborale (supérieure).
Les sutures du test sont en relief et font penser à un dallage ; l'ensemble du test est très ornementé, et marqué par des reliefs importants. Les tubercules primaires sont perforés et très crénulés. Les ambulacres sont droits. Les radioles primaires sont longues, de section ronde ; les secondaires sont fines et elles aussi de section ronde.
Cette famille est apparue au Trias supérieur (Rhétien) ; il n'en subsiste plus que le genre Histocidaris.

## Liste des genres
Selon World Register of Marine Species (19 novembre 2013) :
- genre Histocidaris Lambert, 1900